# L'arte dell'autodifesa
L'arte dell'autodifesa (The Art of Self Defence) è un film del 1941 diretto da Jack Kinney. È un cortometraggio animato della serie Goofy realizzato, in Technicolor, dalla Walt Disney Productions e uscito negli Stati Uniti il 26 dicembre 1941.

## Trama
Una voce fuori campo narra l'evoluzione dell'arte dell'autodifesa, rappresentata comicamente da vari personaggi con le sembianze di Pippo, dalla Preistoria fino alla nascita della moderna boxe. Pippo esegue poi con esiti disastrosi le varie fasi dell'allenamento per la boxe, ovvero il metodo di respirazione, il salto con la corda e l'esercizio con il punching-ball. Simula anche un combattimento utilizzando la propria ombra come bersaglio, che però si rivela assai più capace di lui e lo scaraventa regolarmente a terra. Finalmente pronto per salire sul ring, Pippo si ritrova a terra sconfitto in un istante, finendo semplicemente contro il braccio teso del suo avversario.

## Distribuzione

### Cinema
- Pippo olimpionico (1972)[1][2]

### Edizioni home video

#### DVD
Il cortometraggio è incluso nel DVD Walt Disney Treasures: Pippo, la collezione completa.